# À force de solitude
 (septembre 2012).
Si vous disposez d'ouvrages ou d'articles de référence ou si vous connaissez des sites web de qualité traitant du thème abordé ici, merci de compléter l'article en donnant les références utiles à sa vérifiabilité et en les liant à la section « Notes et références ».
Albums de Hélène Rollès
Toi... Émois
(1995) Tourner la page
(2003)
Singles
1. À force de solitude
Sortie : Juin 1997
2. C'est parce que je t'aime
Sortie : Janvier 1998

À force de solitude est le sixième album studio de la chanteuse Hélène Rollès.

## Historique
Cet opus est sorti en juillet 1997 chez AB Disques/EMI et fut enregistré à Londres avec les musiciens de Francis Cabrel. Pour la première fois, Hélène Rollès participe à l'écriture et aux compositions de l'album et réalise 5 titres dont Marie écrit pour sa nièce.

## Liste des chansons
1. Ça fait si longtemps
2. C'est parce que je t'aime
3. Le bonheur
4. Je sais qu'un jour
5. Jamais personne
6. Marie
7. À force de solitude
8. Je l'aime
9. De tes nouvelles
10. J'ai pas l'moral
11. Ça s'appelle l'amour
12. Si un jour

## Singles
- Juin 1997 : À force de solitude
- Janvier 1998 : C'est parce que je t'aime (non commercialisé)

## Crédits
- Paroles : Hélène Rollès / Jean-François Porry
- Musiques : Hélène Rollès / Jean-François Porry / Gérard Salesses